# Jérôme Alonzo
Jérôme Alonzo (ur. 20 listopada 1972 w Mentonie) – piłkarz francuski grający na pozycji bramkarza.

## Kariera
Urodzony w Mentonie Alonzo zaczynał swoją poważną przygodę z futbolem w nadmorskim mieście Nicea. W latach 1990–1995 reprezentował barwy tamtejszego OGC. W ciągu 5 lat gry w klubie z Lazurowego Wybrzeża wyrobił sobie markę utalentowanego gracza, choć trudno było mu to udowodnić ze względu na bardzo rzadkie występy w pierwszym składzie tej drużyny (było ich zaledwie 7). Przez dwa następne lata zagrał 45 razy w wielkim Olympique Marsylia, czołowej francuskiej drużynie. Wtedy jeszcze nie mógł przypuszczać, że w piłkarskiej karierze będzie mu dane grać dla znienawidzonego rywala tego klubu – Paris Saint-Germain. Wcześniejszym przystankiem było jeszcze AS Saint-Étienne, gdzie Alonzo zagrał łącznie 100 razy. Od 2001 roku stale jest rezerwowym goalkeeperem klubu z Parc des Princes. Jego największym rywalem przez lata był Lionel Letizi, który odszedł już do Rangers. Nie oznaczało to jednak poprawy sytuacji wytrwałego gracza, ponieważ sprowadzono reprezentanta Francji, Mickaëla Landreau. W dorobku ma już 94 meczów między słupkami tego klubu. Latem 2008 odszedł za darmo do beniaminka Ligue 1, FC Nantes. W 2010 roku zakończył karierę.
W Ligue 1 rozegrał 133 spotkania.